# Jack Clough
Pour les articles homonymes, voir Clough.
Jack Clough est un ancien arbitre anglais de football des années 1950. Il fut invité par la FFF pour les 40 ans de la Coupe de France à arbitrer la finale, il est le seul arbitre étranger à avoir arbitré la finale. 

## Carrière
Il a officié dans des compétitions majeures : 
- Coupe de France de football 1956-1957 (finale)
- Coupe d'Angleterre de football 1958-1959 (finale)